# Hrobčice
Hrobčice település Csehországban, Teplicei járásban. Hrobčice Lužice, Třebívlice, Libčeves, Světec, Měrunice, Lukov, Bílina, Kostomlaty pod Milešovkou és Želenice településekkel határos. Lakosainak száma 1112 fő (2024. január 1.).

## Népesség
A település lakosságának változását az alábbi diagram mutatja:
| Lakosok száma | 2571 | 2676 | 3080 | 2077 | 1018 | 838  | 1344 | 1380 | 1097 | 1112 |
|               | 1869 | 1890 | 1921 | 1950 | 1980 | 2001 | 2017 | 2019 | 2022 | 2024 |